# Lysiphlebia youyangensis
Lysiphlebia youyangensis är en stekelart som beskrevs av Wang och Zhiming Dong 1993. Lysiphlebia youyangensis ingår i släktet Lysiphlebia och familjen bracksteklar. Inga underarter finns listade i Catalogue of Life.